# 沛嵿寺

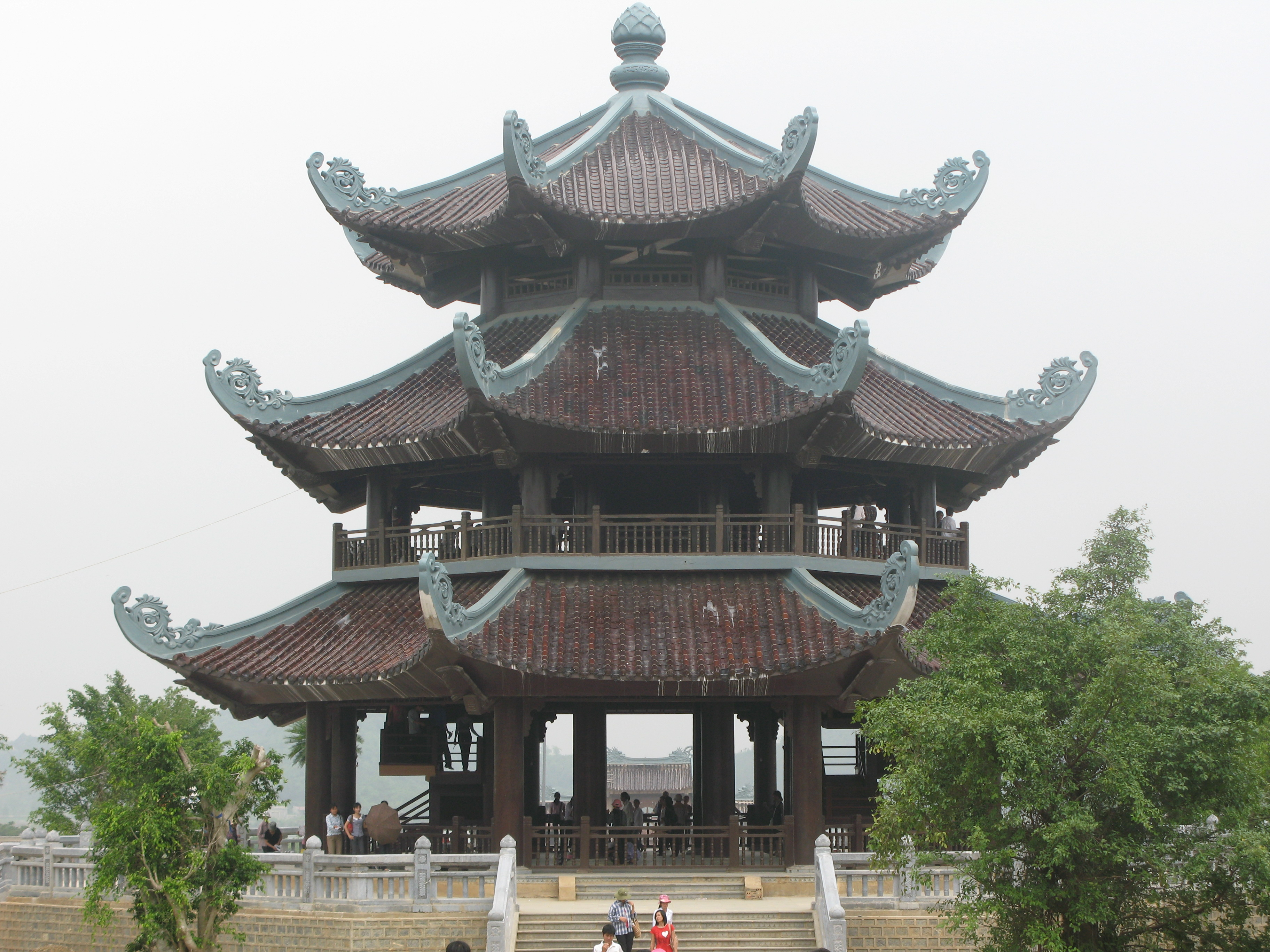
沛嵿寺钟楼

沛嵿寺，又译拜订寺，位于越南紅河三角洲寧平省嘉远县嘉生社。始建于968年 (丁朝），是越南最古老的寺庙之一。沛嵿寺经改造扩建，成为越南最大的宗教圣地。沛嵿寺地处被联合国教科文组织列入世界文化自然遗产名录的宁平省長安名勝群，有多个越南或世界之最，如重达30吨的大铜钟，105吨的释迦牟尼佛铜像和有500尊罗汉佛像的最长走廊等。
沛嵿寺建筑群的建筑从低往高，依次为外山门、内山门、钟楼、观世音菩萨殿、佛祖殿。钟楼建在外山门后，是一座八角形的三层楼。钟楼悬挂有一口三十六吨重的铜钟，为越南最大。铜钟下面放着七十吨重的铜鼓。当地人认为，钟声传到哪佛祖就普度众生到哪。  